# Changed
| Оценки критиков      | Оценки критиков |
| Источник             | Оценка          |
| -------------------- | --------------- |
| Allmusic             | [ 1 ]           |
| Associated Press     | (positive)      |
| Country Weekly       | [ 3 ]           |
| Roughstock           | [ 4 ]           |
| Taste of Country     | [ 5 ]           |
| Under The Gun Review | 7/10            |
| USA Today            | [ 7 ]           |
| The New York Times   | (positive)      |
| About.com            | [ 9 ]           |
| ukCOUNTRYmusic.NET   | [ 10 ]          |

«Changed» — восьмой альбом американской кантри-группы Rascal Flatts, выпущенный 3 апреля 2012 года на лейбле Big Machine Records. Продюсерами диска стали сами Rascal Flatts, а также Данн Хафф. Диск сразу возглавил кантри-чарт США (в 7-й раз в карьере группы).

## История
Альбом вышел 3 апреля 2012 года на лейбле Big Machine Records. В первую же неделю релиза диск занял третье место в хит-параде США Billboard 200 (где стал их восьмым диском в top 10) и № 1 в кантри-чарте Top Country Albums (в 7-й раз) с тиражом в 130 000 копий в США. Прошлый их альбом «Nothing Like This» (дебютный на лейбле Big Machine, после долгой карьеры вместе с фирмой Lyric Street), достигал лишь № 6 (с тиражом 165 000 копий). В кантри-чарте диск стал 7-м подряд чарттоппером, а сама группа, таким образом, только четвёртым в истории исполнителем с таким достижением (7 кантри-дебютов подряд на № 1) в цифровую эру Nielsen Soundscan (с 1991).
3 апреля 2013 года тираж альбома достиг 502 000 копий вСША.
По состоянию на апрель 2014 года суммарный тираж альбома составил 560 000 копий в США. В Великобритании «Changed» дебютировал в основном Official UK Albums Top 100 только на № 87, но в британском кантри-чарте он стал № 1 (Country Artist Albums Top 20).
Альбом получил в целом положительные или умеренные отзывы музыкальных критиков и интернет-изданий, например от таких как Taste of Country, Roughstock, Country Weekly, Allmusic, Associated Press, Under The Gun Review, Musicperk, USA Today, The New York Times, About.com, ukCOUNTRYmusic.NET.

## Список композиций
| №   | Название                                                                             | Автор(ы)                                                     | Длительность |
| --- | ------------------------------------------------------------------------------------ | ------------------------------------------------------------ | ------------ |
| 1.  | «Changed»                                                                            | Гэри ЛеВокс, Wendell Mobley, Neil Thrasher                   | 4:22         |
| 2.  | «Banjo»                                                                              | Tony Martin, Mobley, Thrasher                                | 4:16         |
| 3.  | «Hot in Here»                                                                        | Dallas Davidson, Ashley Gorley, Kelley Lovelace              | 3:51         |
| 4.  | «Come Wake Me Up» (Международная версия делюксового издания с дуэтом с Jill Johnson) | Johan Fransson, Tim Larsson, Tobias Lundgren, Sean McConnell | 4:23         |
| 5.  | «She's Leaving»                                                                      | Tom Hambridge, Jeffrey Steele                                | 3:16         |
| 6.  | «Let It Hurt»                                                                        | Jay DeMarcus, Gordie Sampson, Caitlyn Smith                  | 3:53         |
| 7.  | «Lovin' Me»                                                                          | Tom Shapiro, Thrasher, Jimmy Yeary                           | 3:25         |
| 8.  | «Hurry Baby»                                                                         | Paul Jenkins, Jason Sellers, Shapiro                         | 3:55         |
| 9.  | «Sunrise»                                                                            | Nathan Chapman, Joe Don Rooney                               | 5:06         |
| 10. | «Great Big Love»                                                                     | LeVox, Kara DioGuardi, Marti Frederiksen, Sampson            | 3:23         |
| 11. | «A Little Home»                                                                      | Gorley, Lovelace, Thrasher                                   | 4:01         |

| №   | Название                  | Автор(ы)                                      | Длительность |
| --- | ------------------------- | --------------------------------------------- | ------------ |
| 12. | «Friday»                  | Ira Dean, Jeffrey Steele                      | 2:56         |
| 13. | «Fall Here»               | Lee Thomas Miller, Neil Thrasher, Tom Shapiro | 3:28         |
| 14. | «Right One Time»          | Wendell Mobley, Jimmy Yeary, Tony Martin      | 3:24         |
| 15. | «Next to You, Next to Me» | Robert Ellis Orrall, Curtis Wright            | 4:08         |

## Участники записи

### Rascal Flatts
- Джей ДеМаркус — бэк-вокал, бас-гитара
- Гэри ЛеВокс — основной вокал
- Джо Дон Руни — бэк-вокал, электрогитара

### Другие музыканты
- Данн Хафф — электрогитара (1, 2, 4, 5, 6, 7, 8, 9, 11, 14), бузуки (2, 4, 14), мандолина (2, 4, 7, 9, 14), программинг (13), акустическая гитара (1, 4, 7, 9, 11, 14), B-Bender guitar (3), ганджо (4), банджо (9), ситар (9), акустическая 12-струнная гитара (2)
- Tom Bukovac — электрогитара (1-15), акустическая гитара (11, 14, 15)
- Paul Franklin — гитара (3, 4, 6, 8, 11, 14)
- Ilya Toshinsky — акустическая гитара (1, 2, 5, 6, 8, 10, 11, 12, 13, 14, 15), банджо (2, 5), мандолина (7, 10, 11, 12), скрипка (2), добро (5), бузуки (6), октомандолина (7)
- Charlie Judge — клавишные (2, 5, 7, 8, 10, 11, 12, 13, 14, 15), орган B-3 (1, 2, 3, 9), синтезаторы (1, 3, 4, 6, 9), программинг (8, 10, 12, 13, 15), струнные (4, 6)
- Eric Darken — перкуссия (1, 2, 3, 4, 5, 6, 7, 8, 9, 11, 14)
- Dorian Crozier — ударные (1, 2, 3, 4, 7, 8)
- Chris McHugh — ударные (5, 6, 9, 11, 14)
- Jonathan Yudkin — скрипка (2, 5, 11), мандолина (3), альт-скрипка (3, 5, 11), аккордеон (3), виолончель (5, 11)
- Другие

## Чарты

### Альбом
| Чарт (2012)                     | Высшая позиция |
| ------------------------------- | -------------- |
| Australian Albums Chart         | 51             |
| Australian Country Albums Chart | 2              |
| Canadian Albums Chart           | 10             |
| Swedish Albums Chart            | 14             |
| UK Albums Chart                 | 87             |
| UK Country Albums Chart         | 1              |
| US Billboard 200                | 3              |
| US Billboard Top Country Albums | 1              |

### Синглы
| Год                            | Сингл             | Высшая позиция | Высшая позиция     | Высшая позиция | Высшая позиция  | Высшая позиция | Высшая позиция | Высшая позиция |
| Год                            | Сингл             | US Country     | US Country Airplay | US Christian   | US Christian AC | US             | CAN Country    | CAN            |
| ------------------------------ | ----------------- | -------------- | ------------------ | -------------- | --------------- | -------------- | -------------- | -------------- |
| 2012                           | «Banjo»           | 1              | —                  | —              | —               | 51             | —              | 57             |
| 2012                           | «Come Wake Me Up» | 8              | 4                  | —              | —               | 52             | —              | 99             |
| 2012                           | «Changed»         | 25             | 20                 | 21             | 23              | 73             | 43             | 54             |
| 2013                           | «Sunrise»         | —              | —                  | —              | —               | —              | —              | —              |
| «—» означает неучастие в чарте |                   |                |                    |                |                 |                |                |                |